# Liste von Söhnen und Töchtern der Stadt Norfolk (Virginia)
Dies ist eine Liste bekannter Persönlichkeiten, die in der US-amerikanischen Stadt Norfolk (Virginia) geboren wurden. Die Liste erhebt keinen Anspruch auf Vollständigkeit.

## 18. Jahrhundert

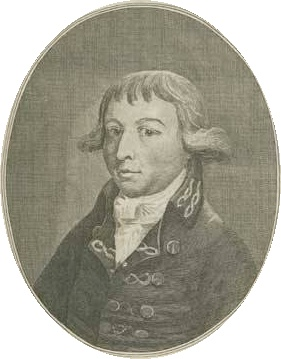
Nathaniel Portlock
(1747–1817)

- Nathaniel Portlock (1747/1749–1817), britischer Marineoffizier und Entdecker
- Thomas Newton junior (1768–1847), Politiker
- William Lattimore (1774–1843), Politiker
- William Carter Love (1784–1835), Politiker
- George Loyall (1789–1868), Politiker

## 19. Jahrhundert

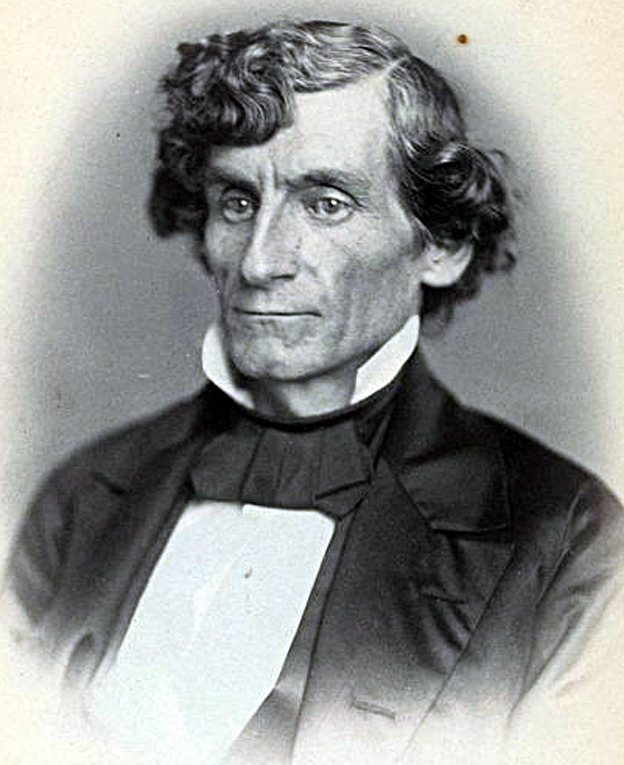
John Millson
(1808–1874)

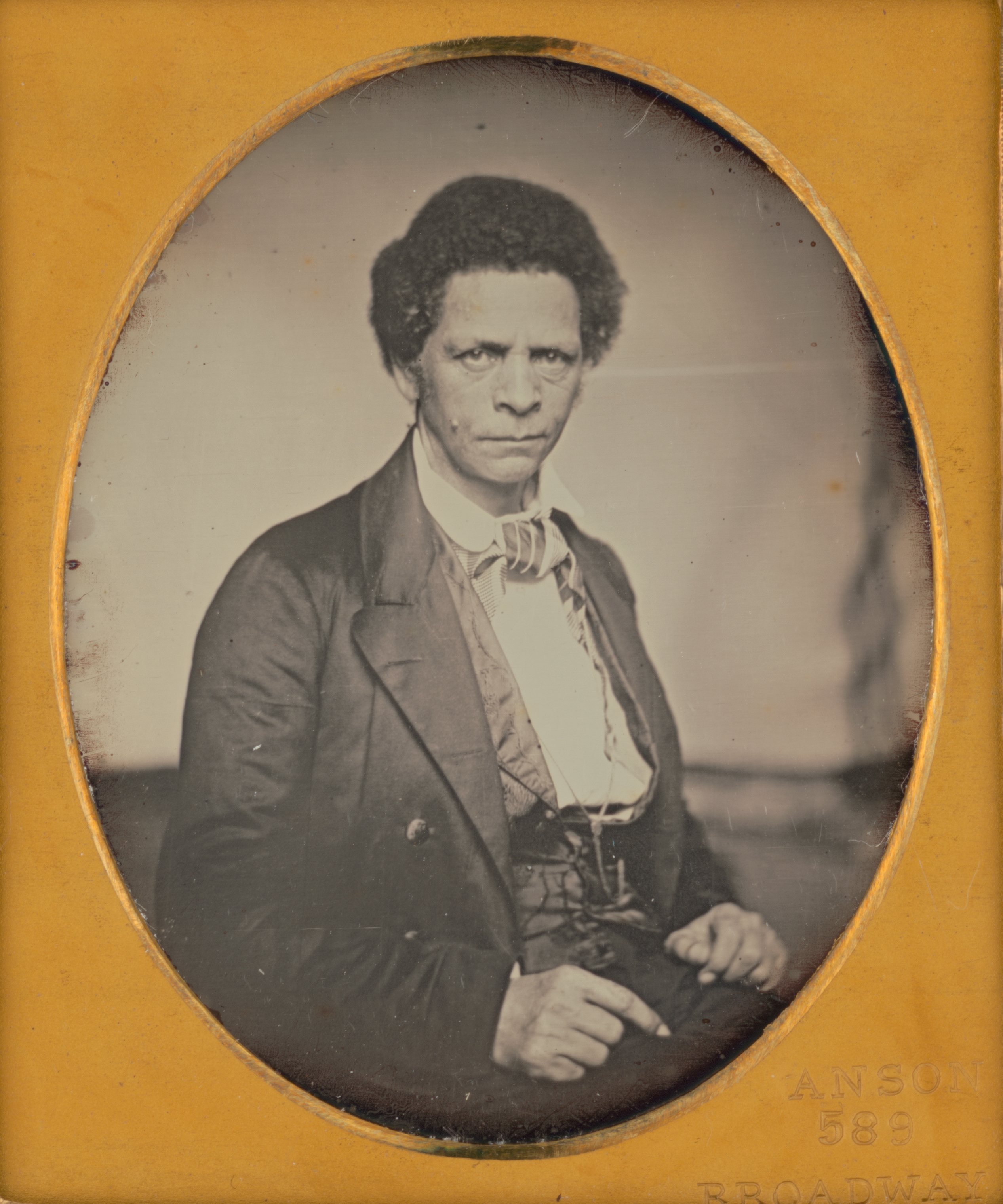
Joseph Jenkins Roberts
(1809–1876)

- John H. Harmanson (1803–1850), Politiker
- John Millson (1808–1874), Politiker
- Joseph Jenkins Roberts (1809–1876), erster Präsident von Liberia
- John Newton (1822–1895), General und Ingenieur[1][2][3]
- John Newton (1823–1895), Brigadegeneral der United States Army
- Crawford Howell Toy (1836–1919), Theologe und Hebraist
- William Albin Young (1860–1928), Politiker
- Francis Vielé-Griffin (1864–1937), französischer Schriftsteller US-amerikanischer Herkunft
- Trigant Burrow (1875–1950), Psychoanalytiker
- Henry Cotton (1876–1933), Psychiater
- William Morton Dey (1880–1961), Romanist
- Willis Smith (1887–1953), Politiker
- Murray Leinster (1896–1975), Science-Fiction-Autor
- Lemuel C. Shepherd junior (1896–1990), General
- Dorothy Celeste Boulding Ferebee (1898–1980), Medizinerin und Bürgerrechtsaktivistin
- Robert Walter Johnson (1899–1971), Tennisfunktionär
- Charles Quinby (1899–1988), Schwimmer[4]

## 20. Jahrhundert

### 1901–1930

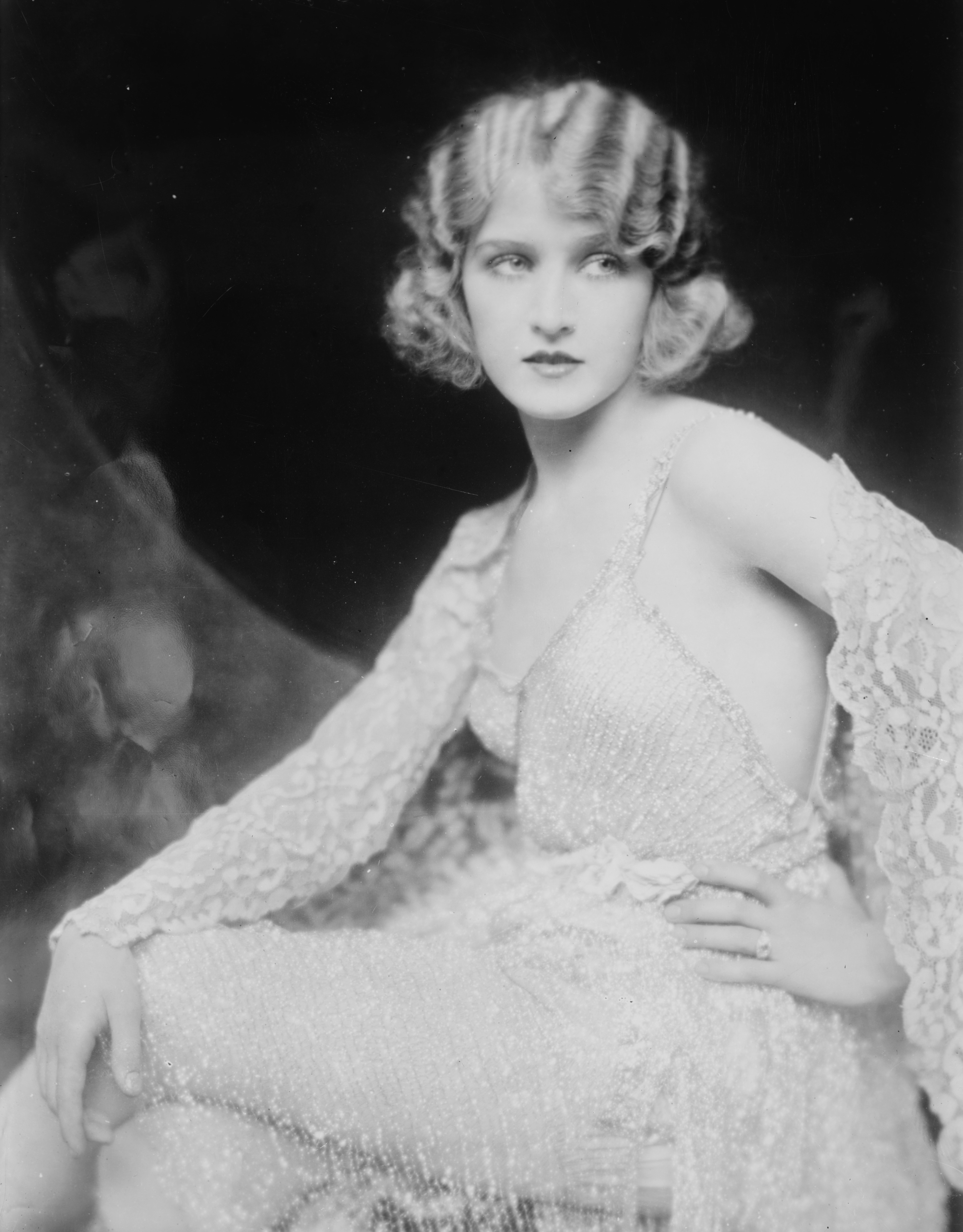
Mary Eaton
(1901–1948)

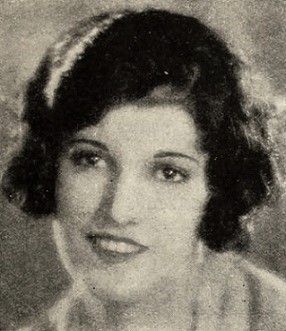
Natalie Joyce
(1902–1992)

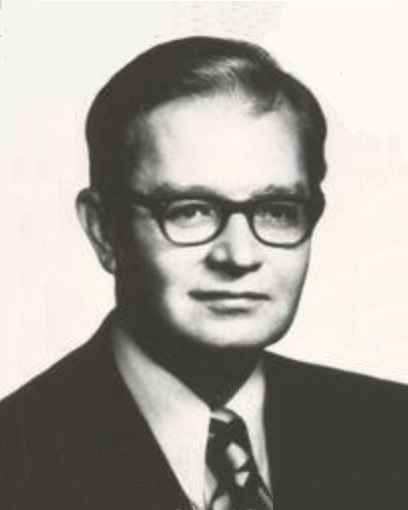
Henry E. Howell
(1920–1997)

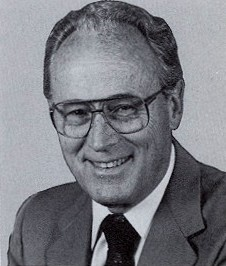
G. William Whitehurst
(* 1925)

- Mary Eaton (1901–1948), Schauspielerin und Tänzerin
- Jimmy Archey (1902–1967), Jazz-Posaunist und Bandleader
- Ed Cuffee (1902–1959), Jazz-Posaunist
- Natalie Joyce (1902–1992), Schauspielerin[5]
- Ella Baker (1903–1986), Bürgerrechtlerin
- Joe Garland (1903–1977), Jazzsaxophonist, Komponist und Arrangeur
- Doris Eaton Travis (1904–2010), Schauspielerin und Tänzerin
- John Huffman (1905–1979), Fechter[6]
- Charles Holland (1909–1987), Sänger
- Margaret Sullavan (1909–1960), Schauspielerin
- Peanuts Holland (1910–1979), Jazztrompeter und Sänger des Swing
- Dorothy Maynor (1910–1996), Sängerin
- Jimmy Clark (1914–1994), Boxer[7]
- Archie Savage (1914–2003), Tänzer und Schauspieler
- Minnie Gentry (1915–1993), Schauspielerin
- Charlotte Zolotow (1915–2013), Kinderbuchautorin
- Henry E. Howell (1920–1997), Politiker
- Charles H. Schneer (1920–2009), Filmproduzent
- Erroll Grandy (1921–1991), Jazzmusiker
- Tommy Gwaltney (1921–2003), Jazzmusiker
- Barbara Perry (1921–2019), Schauspielerin
- Joe Weatherly (1922–1964), Autorennfahrer
- Frank Sturgis (1924–1993), einer der fünf Einbrecher in die Zentrale der Demokraten in der „Watergate-Affäre“
- Paul van Buren (1924–1998), episkopaler Theologe, Pfarrer der Episkopalkirche der Vereinigten Staaten von Amerika
- G. William Whitehurst (* 1925), Politiker
- Gene Barge (1926–2025), Saxophonspieler und Produzent
- Ray Copeland (1926–1984), Jazzmusiker
- George Herman (1928–2019), Autor
- Keely Smith (1928–2017), Jazz- und Pop-Sängerin
- Eleanor Jones (1929–2021), Mathematikerin und Hochschullehrerin; gehört zu den ersten afroamerikanischen Frauen, die in Mathematik promovierten
- Howard E. Simmons (1929–1997), Industriechemiker
- Cliff Gallup (1930–1988), Gitarrist

### 1931–1950

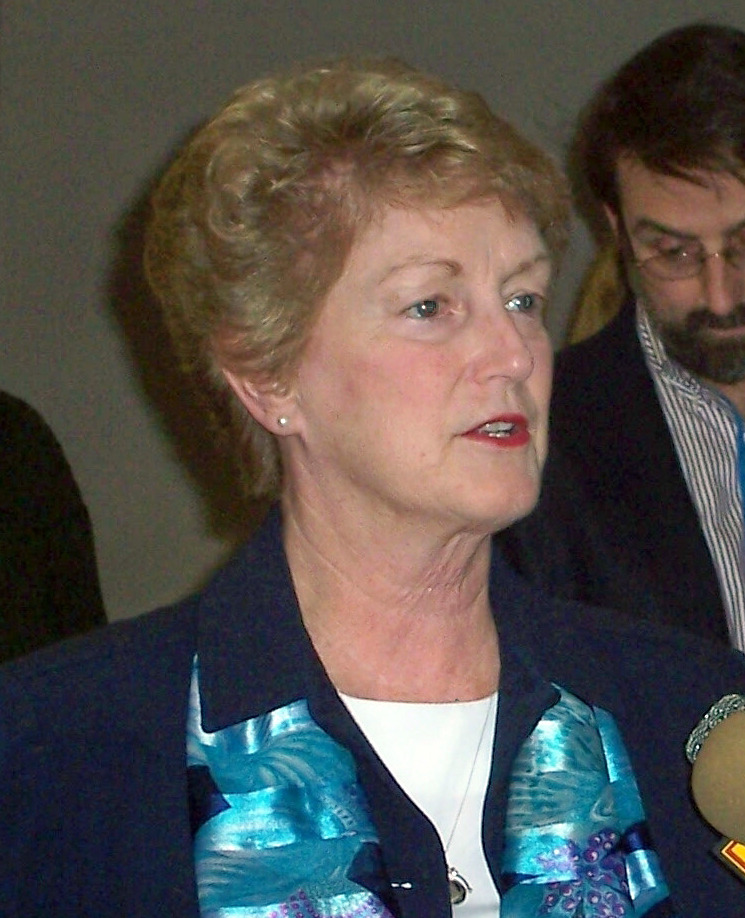
M. Jodi Rell
(1946–2024)

- Lewis Binford (1931–2011), Anthropologe und Archäologe
- Emily Banks (1933–2023), Schauspielerin
- Larry Bright (1934–2003), Rock-’n’-Roll-Musiker
- Gene Vincent (1935–1971), Rockabilly-Musiker
- Lester P. Brown Jr. (* um 1938), Generalmajor der United States Air Force
- Angie Stardust (1939–2007), Sängerin, Bühnenkünstlerin, Filmschauspielerin und Nachtclubbetreiberin
- Clarence Clemons (1942–2011), Saxophonist
- Harold W. Gehman junior (* 1942), Admiral
- Thompson Mann (1942–2019), Schwimmer[8]
- John Zingraff (1942–2020), Maler und Lithograph
- Kathleen Byerly (1944–2020), Kapitänin der United States Navy
- Tim Reid (* 1944), Schauspieler, Regisseur, Filmproduzent und Drehbuchautor
- Gregory B. Craig (* 1945), Jurist
- Ernie Watts (* 1945), Jazz-Saxophonist und Flötist
- Donny the Punk (1946–1996), Aktivist für Gefangenenrechte
- M. Jodi Rell (1946–2024), Politikerin
- Deborah Shelton (* 1948), Schauspielerin

### 1951–1970
- Sangoma Everett (* 1952), Jazzmusiker

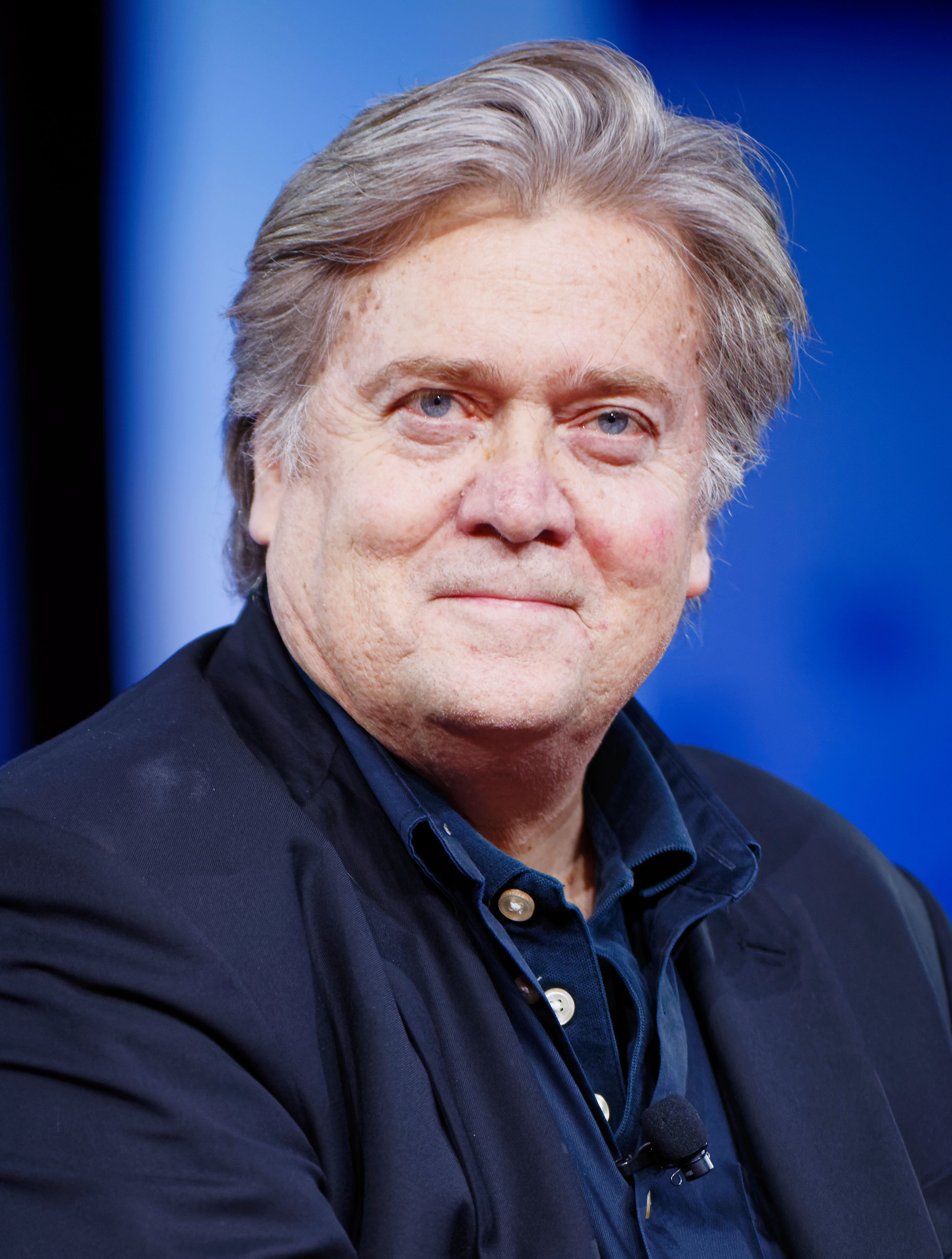
Stephen Bannon
(* 1953)

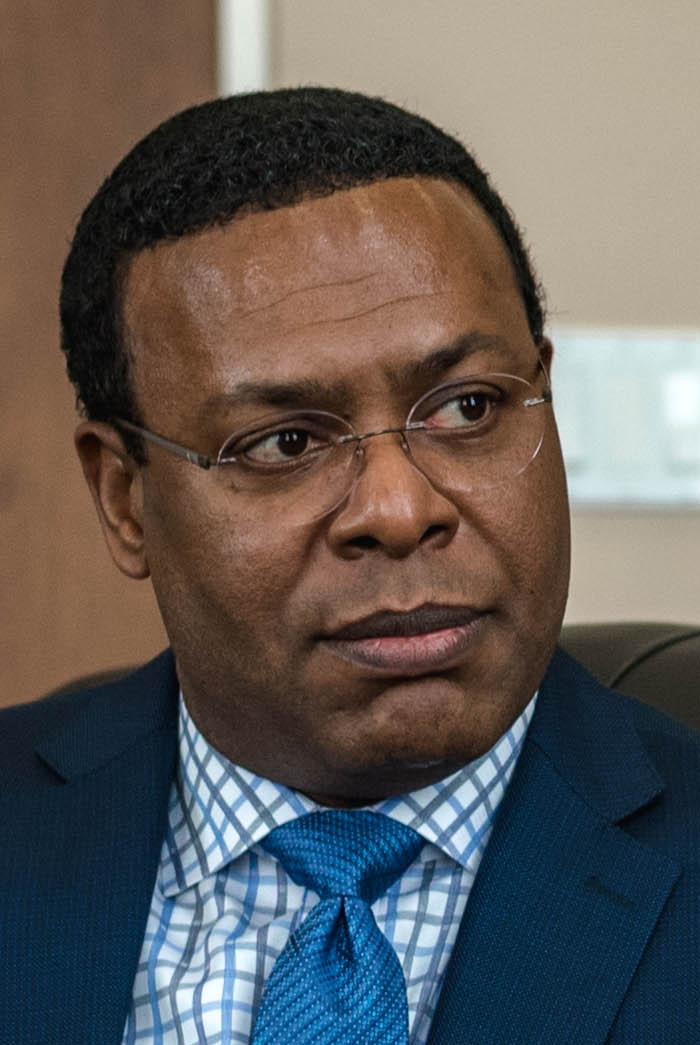
Kenneth C. Alexander
(* 1966)

- Stephen Bannon (* 1953), Publizist und Filmemacher
- Stephen Bogardus (* 1954), Schauspieler[9]
- Stephen Furst (1954–2017), Schauspieler, Regisseur und Filmproduzent
- Ed Schultz (1954–2018), Fernseh- und Radiomoderator und -kommentator
- Marc Vann (* 1954), Schauspieler
- Paul Stagg Coakley (* 1955), römisch-katholischer Erzbischof von Oklahoma City
- John Wesley Shipp (* 1955), Schauspieler
- Curtis Strange (* 1955), Profigolfer
- Jake E. Lee (* 1957), Heavy-Metal-Musiker
- Peter Wisoff (* 1958), Astronaut
- Scott Travis (* 1961), Schlagzeuger der Heavy-Metal-Band „Judas Priest“
- Veanne Cox (* 1963), Schauspielerin
- Rob Estes (* 1963), Schauspieler und Regisseur
- Bruce Smith (* 1963), American-Football-Spieler
- Dylan Taylor (* ≈1963), Jazzmusiker
- Tony Brothers (* 1964), Basketballschiedsrichter
- Pernell Whitaker (1964–2019), Boxer
- Gary Fleder (* 1965), Regisseur und Produzent
- Kenneth C. Alexander (* 1966), Politiker; Bürgermeister von Norfolk
- Michael Bunin (* 1970), Schauspieler[10]

### 1971–2000
- Danny Hakim (* 1971), Journalist
- Rhea Seehorn (* 1972), Schauspielerin

Rhea Seehorn
(* 1972)

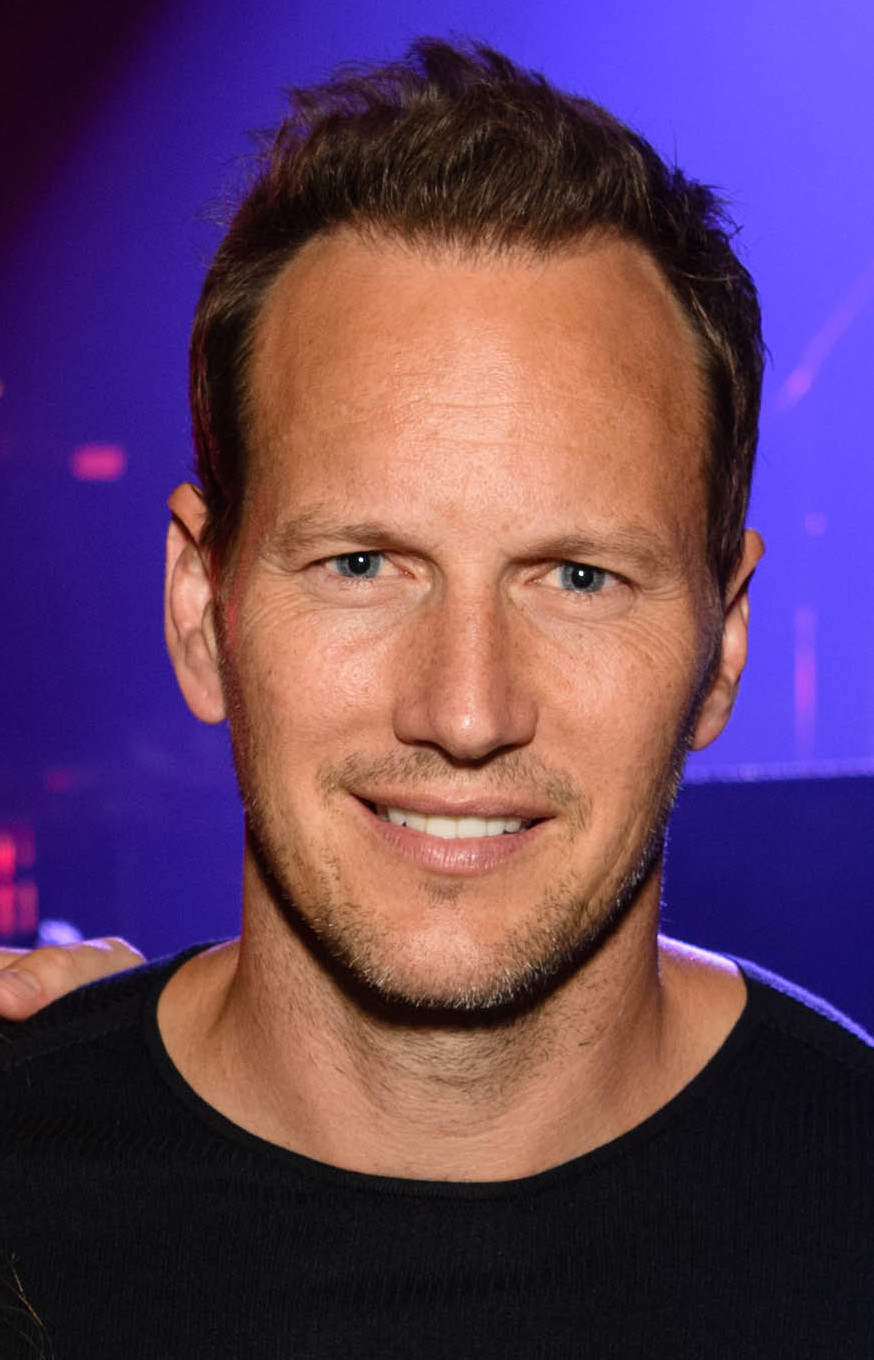
Patrick Wilson
(* 1973)

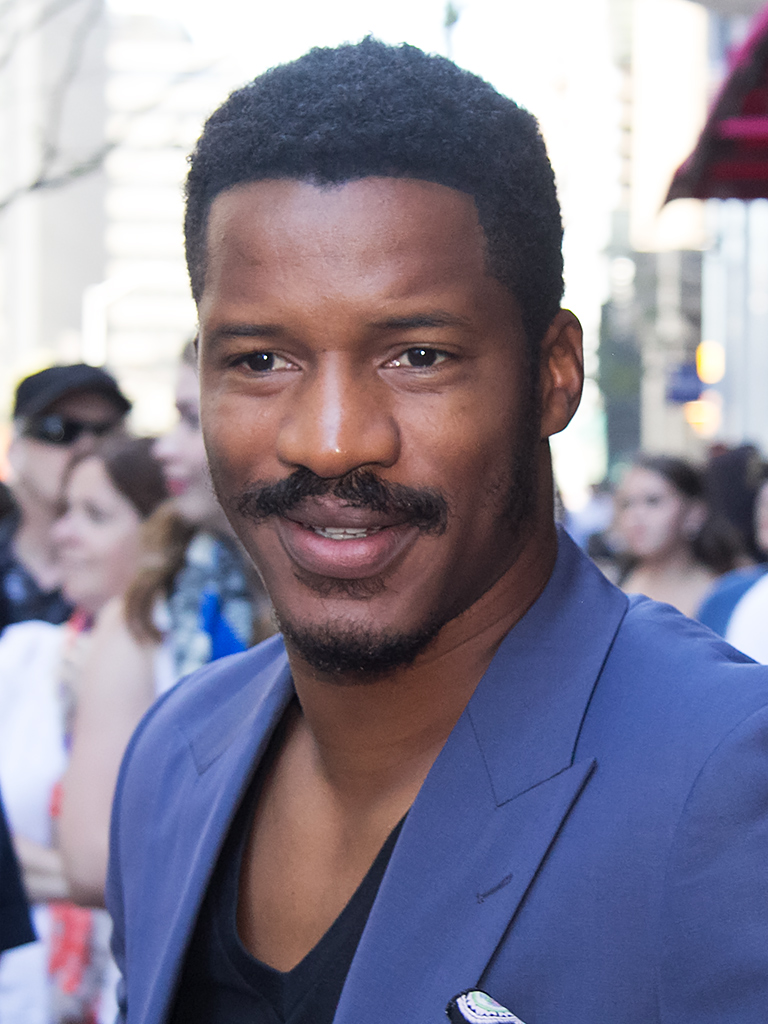
Nate Parker
(* 1979)

- Timbaland (* 1972), Rapper und Produzent
- Magoo (1973–2023), Rapper
- Scott McLemore (* 1973), Jazzmusiker
- Patrick Wilson (* 1973), Schauspieler und Sänger
- Lawrence Johnson (* 1974), Leichtathlet
- Joe Smith (* 1975), Basketballspieler
- Thurop van Orman (* 1976), Drehbuchautor, Cartoonist und Synchronsprecher
- Plaxico Burress (* 1977), American-Football-Spieler
- Bjorn Aubre McKie (* 1977), Basketballspieler
- Nottz (* 1977), Hip-Hop-Produzent und Rapper
- Sebastian (* 1977), Rapper
- Andy Bussey (* 1979), Kanute[11]
- Crystal Cox (* 1979), Leichtathletin
- Nate Parker (* 1979), Filmschauspieler, Filmregisseur und Filmproduzent
- Ben Watson (* 1980), American-Football-Spieler
- Rachelle Boone-Smith (* 1981), Leichtathletin
- Valerie LaPointe (* 1981), Filmregisseurin
- Dexter Reid (* 1981), American-Football-Spieler
- David Wright (* 1982), Baseballspieler
- Franchon Crews (* 1987), Boxerin
- Brandon Jones (* 1987), Leichtathlet
- Kam Chancellor (* 1988), American-Football-Spieler
- Emmy Raver-Lampman (* 1988), Schauspielerin
- Grant Gustin (* 1990), Schauspieler
- DeShawn Painter (* 1990), Basketballspieler
- LaRoy Reynolds (* 1990), Footballspieler
- James Michael McAdoo (* 1993), Basketballspieler[12]
- Keyshawn Davis (* 1999), Boxer

## 21. Jahrhundert

### 2001 bis 2010
- Mark Williams (* 2001), Basketballspieler

## Geburtsjahr unbekannt
- Bryan Zentz (* 20. Jahrhundert), Techno-Produzent